# Никита Данилов
Никита Данилов (Климауци, Сучава, 7. април 1952) румунски је књижевник, дипломата, песник и романсијер. Током 1999. године био је амбасадор Румуније у Молдавији.

## Биографија
Никита Данилов је рођен 7. априла 1952. године у Климауцију, у округу Сучава. Дипломирао је архитектуру на Факултету за економију у Јашију. Свој књижевни деби остварио је у књижевном часопису Dialog где је објавио селекцију својих песама.
Данилове песме могу се наћи иу Антологији румунских песника коју је уредио Лауренциу Улићи, Антологији поезије генерације 80-их, коју је уредио Александру Мусина, Антологији румунске поезије од њених почетака до садашњости, уредио Думитру Чиоару и Раду Вакареску, Речнику румунских књижевника, који је уредила Румунска академија, Савременој поезија, уредник Марин Минку. Неке његове песме су преведене на друге језике и објављене у неколико антологија или књижевних часописа, међу којима у Мађарској, Сједињеним Државама, Великој Британији, Чехословачкој, Шпанији, Француској, Летонији. Његове песме преводили су преводиоци попут Адама Ј. Соркина, Шона Котера, Бренде Вокер, Елене Логхиновски, Марије Динеску, Леонса Бриедиса, Еманоила Маркуа, Лидије Насинек.
Главни је уредник двојезичног (румунско-руског) књижевног часописа Kitej-grad и главни менаџер Дома културе у Јашију. Такође ради као новинар за Ziarul de Iaşi. Никита Данилов је поред тога и члан Савеза писаца Румуније (од 1980. године), члана COPYRO-а, а такође и члан Европског ПЕН клуба.
Данилов је добитник неколико признања, међу којима и награде Савеза књижевника Румуније (1980. године), Удружења писаца у Јашију (1982, 1985, 1991. и 1995. године), Награде Сорош фондације (1995. године), као и награде Савеза књижевника Молдавије (1997. и 2000. године).